# Amani Abou-Zeid

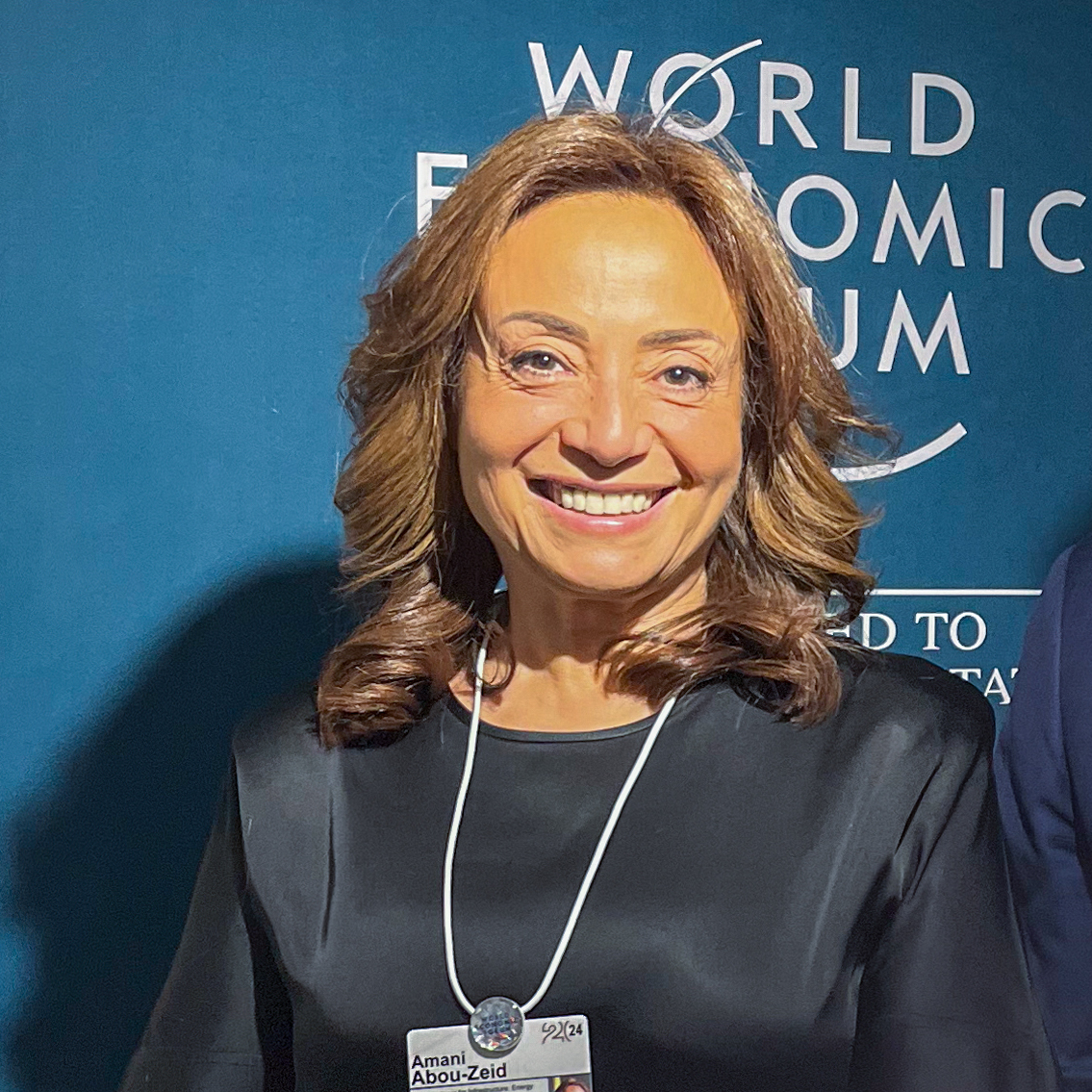
Amani Abou-Zeid, 2024

Amani Abou-Zeid (arabisch أماني أبو زيد, DMG Amānī Abū Zaid; * vor 1980) ist eine ägyptische Entwicklungshilfeexpertin. Sie arbeitete für internationale Organisationen wie die Afrikanische Entwicklungsbank (AFDB), das Entwicklungsprogramm der Vereinten Nationen (UNDP) und die United States Agency for International Development (USAID). Seit 2017 ist sie Kommissarin der Afrikanischen Union für Infrastruktur und Energie.

## Herkunft und Ausbildung
Sie studierte Elektrotechnik an der Universität Kairo, erwarb  ein Baccalauréat en arts an der Sorbonne, absolvierte Master-Studiengänge in Projektmanagement an der Universität Senghor in Alexandria und in Öffentlicher Verwaltung an der Kennedy School der Harvard University. An der University of Manchester promovierte sie 2001 in Social and Economic Development zur PhD.

## Karriere
30 Jahre lang arbeitete sie bei internationalen Organisationen im Bereich Infrastruktur und Energieversorgung, darunter beim Entwicklungsprogramm der Vereinten Nationen (UNDP) und bei der United States Agency for International Development (USAID). Sie war dabei in vielen afrikanischen Staaten, in Frankreich, Großbritannien und Kanada tätig.
Bis 2017 bekleidete sie leitende Positionen bei der Afrikanischen Entwicklungsbank (AFDB), zuletzt als Direktorin des Africa Natural Resource Center. Diese innovative Institution unterstützt afrikanische Regierungen beim effektiven und inklusiven Umgang mit natürlichen Ressourcen. Abou-Zeid vermittelte beispielsweise zwischen der Afrikanischen Entwicklungsbank und Marokko bei der Realisierung des weltweit größten Solarenergiekomplexes (Noor) im Jahr 2018. Ansonsten trug sie wesentlich dazu bei, dass die Bank zinsgünstige Kredite an einkommensschwache afrikanische Länder vergab.
Amani Abou-Zeid wurde 2017 zu einer der acht Kommissare der Afrikanischen Union gewählt und übernahm die Bereiche Infrastruktur und Energie. 2021 wurde sie in Addis Abeba für eine weitere vier Jahre in diesem Amt bestätigt, wobei sie zusätzlich die Zuständigkeit für Tourismus, Informations- und Kommunikationstechnik übernahm. Es konkurrierten hierbei 25 Kandidaten aus 18 verschiedenen afrikanischen Ländern in diesen Wahlen. Abou-Zeid erhielt mit 50 mehr Stimmen als jeder Kandidat zuvor.
Bei der AU betreut sie Programme wie den Single African Air Transport Market und die Breitband-Kommission für Afrika.

## Positionen
Bei den jährlichen Treffen bei der Weltbank und dem Internationalen Währungsfonds spricht sie regelmäßig über kritische globale Themen wie Wachstum und Armut, Fragilität und Konflikte. Sie wirbt für technologischen Fortschritt, die Durchsetzung der Ziele für nachhaltige Entwicklung und für Investitionen in Humankapital.

## Sonstige Aufgaben
- Mitgliedschaft in der UN-Breitband-Kommission (Broadband Commission for Sustainable Development), einer gemeinsamen Initiative der Internationalen Fernmeldeunion (ITU) und der UNESCO zur Förderung von des Internetzugang, speziell über Breitband-Netze[7]
- Mitgliedschaft im Lenkungsausschuss für die Systeminitiative zur Gestaltung der Energiezukunft[3]
- Vorsitz des Beirats des Zentrums für Afrikanische Stadtforschung an der University of Manchester[2]

## Privates
Abou-Zeid spricht Französisch, Englisch, Arabisch und Spanisch. In ihrer Freizeit nimmt sie an Wüsten-Auto-Ralleys teil.

## Auszeichnungen
- Ernennung zur Offizierin des Ordens Ouissam Alaouite durch König Mohammed VI. von Marokko
- Ernennung zur World Young Leader durch die Europäische Union.
- 2012 Wahl unter die 50 Most Influential Women in Africa durch die Langaa Research and Publishing Common Initiative Group
- 2019 Wahl unter die 100 Most Influential African Women (100MIAW) durch Advance Media[4]
- Ernennung zur Personnalité d'Avenir in Frankreich[8]
- Ehrendoktorwürde der University of Manchester[2]